# Дослід Штерна

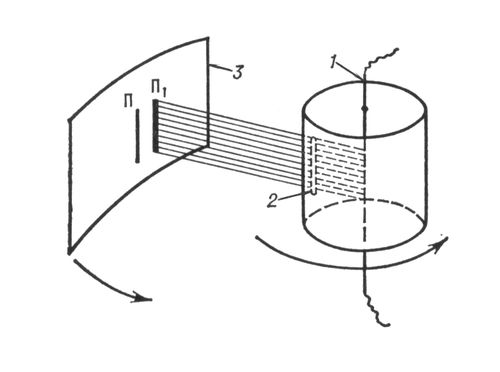
1 — платинова дротина з нанесеним на неї шаром срібла; 2 — щілина, що формує пучок атомів срібла; 3 — пластинка, на якій осаджуються атоми срібла; П і П1 — положення смужок осадженого срібла за нерухомого приладу та за його обертання.

До́слід Ште́рна — фізичний експеримент, уперше поставлений німецьким фізиком Отто Штерном 1920 року, і став одним із перших практичних доведень спроможності молекулярно-кінетичної теорії будови речовини. У ньому безпосередньо виміряно швидкості теплового руху молекул та підтверджено наявність розподілу молекул газів за швидкостями.

## Опис
Для проведення досліду Штерн виготовив прилад, що складається з двох циліндрів різного радіуса, на спільній осі яких розташовувався дріт із нанесеним шаром срібла. У просторі всередині циліндрів за допомогою безперервного відкачування повітря підтримувався досить низький тиск. При пропусканні електричного струму через дріт досягалася температура плавлення срібла, через що воно починало випаровуватись і атоми срібла летіли до внутрішньої поверхні малого циліндра рівномірно та прямолінійно зі швидкістю {\displaystyle v}, яка визначається температурою нагріву платинової дротини, тобто температурою плавлення срібла. У внутрішньому циліндрі було зроблено вузьку щілину, через яку атоми могли безперешкодно пролітати далі. Стінки циліндрів спеціально охолоджувалися, що сприяло осіданню атомів, які потрапляють на них. У такому стані на внутрішній поверхні великого циліндра утворювалася досить вузька смуга срібного нальоту, розташована прямо навпроти щілини малого циліндра. Потім всю систему починали обертати з якоюсь досить великою кутовою швидкістю {\displaystyle \omega }. При цьому смуга нальоту зміщувалась в бік, протилежний напрямку обертання, і втрачала чіткість. Вимірявши зміщення {\displaystyle s} найтемнішої частини смуги від її положення, коли система перебувала в спокої, Штерн визначив час польоту, за яким знайшов швидкість руху молекул:
{\displaystyle t={\frac {s}{u}}={\frac {l}{v}}\Rightarrow v={\frac {ul}{s}}={\frac {\omega R_{\text{вел}}(R_{\text{вел}}-R_{\text{мал}})}{s}}} ,
де {\displaystyle s} — зміщення смуги, {\displaystyle l} — відстань між циліндрами, {\displaystyle u} — швидкість руху точок зовнішнього циліндра, {\displaystyle R_{\text{вел}}} і {\displaystyle R_{\text{мал}}} — радіуси великого й малого циліндрів відповідно.
Знайдена в такий спосіб швидкість руху атомів срібла збіглася зі швидкістю, розрахованою за законами молекулярно-кінетичної теорії (584 м/с), а той факт, що отримана смужка була розмитою, свідчив на користь того, що швидкості атомів різні і розподілені за деяким законом — законом розподілу Максвелла: атоми, що рухалися швидше, зміщувалися відносно смуги, отриманої у стані спокою, на менші відстані, ніж ті, що рухалися повільніше. При цьому дослід давав лише приблизні відомості про характер розподілу Максвелла, точніше експериментальне підтвердження відноситься до 1930 (дослід Ламмерта).